# Goran Rubil
Goran Rubil (* 9. März 1981 in Slavonski Brod, SR Kroatien, SFR Jugoslawien) ist ein ehemaliger kroatischer Fußballspieler.

## Karriere
Rubil startete seine Karriere in der Jugend bei seinem Heimatverein NK Marsonia Slavonski Brod. Mit 17 zog er nach Frankreich und begann beim FC Nantes, bei dem er sieben Jahre lang blieb und für den er in dieser Zeit zehn Ligaspiele bestritt. Parallel dazu spielte er für die U-19 und die U-21 der kroatischen Nationalmannschaft.
Nach einem Jahr beim japanischen Verein Shonan Bellmare kehrte er schließlich 2005 in sein Heimatland Kroatien zurück und spielte zwei Jahre für den HNK Rijeka, bevor er 2007 zu Hajduk Split wechselte, für den er insgesamt 51 Spiele bestritt und dabei vier Tore erzielte.
Nach drei weiteren Jahren bei Asteras Tripolis in der griechischen Super League beendete Rubil seine aktive Fußballerkarriere.